# Shorttrack-Teamweltmeisterschaften 2005
Die Teamweltmeisterschaften 2005 im Shorttrack fanden vom 5. bis 6. März 2005 in Chuncheon statt. Südkorea war zum insgesamt dritten Mal Austragungsort der Teamweltmeisterschaften, nachdem zuvor Seoul zweimal Ausrichter war.
Es nahmen Teams aus acht Ländern teil. Bei den Frauen siegte Südkorea vor China und Kanada, bei den Männern setzte sich Kanada vor Südkorea und China durch.

## Reglement
Es nahmen bei den Frauen sieben und bei den Männern acht Mannschaften mit maximal fünf Athleten teil. Die sieben bzw. acht Mannschaften wurden auf zwei Gruppen aufgeteilt. Die erste Mannschaft jeder Gruppe qualifizierte sich direkt für das Finale, die zweit- und drittplatzierte Mannschaft für die Hoffnungsrunde, die viertplatzierte Mannschaft schied aus. Die ersten beiden Mannschaften der Hoffnungsrunde zogen ebenfalls ins Finale ein, während die dritt- bzw. viertplatzierte Mannschaft wiederum ausschied. Die Läufe der Vorrundengruppen und der Hoffnungsrunde wurden am ersten Wettkampftag absolviert, das Finale am zweiten.
Über 500 m und 1000 m traten in vier Läufen jeweils ein Athlet eines Landes gegeneinander an. Über 3000 m gab es nur einen Lauf, wobei jedes Land zwei Athleten einsetzte. In der Staffel starteten vier Läufer eines Landes. In jedem Einzelrennen bekam der Erste fünf Punkte, der Zweite drei Punkte, der Dritte zwei Punkte und der Vierte einen Punkt. In der Staffel wurden doppelt so viele Punkte vergeben, zehn für die erste Staffel, sechs für die zweite, vier für die dritte und zwei für die vierte. Bei einer Disqualifikation wurde kein Punkt zugesprochen. Die Addition aller Punkte der Athleten eines Landes entschied über die Platzierung.

## Ergebnisse

### Frauen
In der ersten Vorrundengruppe setzte sich China mit deutlichem Vorsprung durch und zog ins Finale ein. Japan und Kanada erreichten die Hoffnungsrunde, während Frankreich ausschied. In der zweiten Vorrundengruppe setzte sich Südkorea ebenso deutlich durch. Italien und Russland mussten in die Hoffnungsrunde. In dieser Gruppe starteten nur drei Teams, so dass keines direkt ausschied. In der Hoffnungsrunde dominierte Kanada und erreichte, gefolgt von Japan, das Finale. Für Italien und Russland war die Meisterschaft beendet.
| Rang     | Land                | Läuferinnen           | 500 m    | 500 m  | 1000 m     | 1000 m | 3000 m     | 3000 m | 3000-m-Staffel | 3000-m-Staffel | Punkte Gesamt |
|          |                     |                       | Zeit (s) | Punkte | Zeit (min) | Punkte | Zeit (min) | Punkte | Zeit (min)     | Punkte         | Punkte Gesamt |
| -------- | ------------------- | --------------------- | -------- | ------ | ---------- | ------ | ---------- | ------ | -------------- | -------------- | ------------- |
| A-Finale |                     |                       |          |        |            |        |            |        |                |                |               |
| 1.       | Südkorea            | Yeo Soo-yeon          |          | 3      | DSQ        | 0      | –          | –      | 4:16,465       | 10             | 43            |
| 1.       | Südkorea            | Jin Sun-yu            | 45,169   | 2      | 1:33,085   | 5      | 5:17,751   | 5      | 4:16,465       | 10             | 43            |
| 1.       | Südkorea            | Choi Eun-kyung        | 45,525   | 2      | 1:32,667   | 5      | 5:17,761   | 3      | 4:16,465       | 10             | 43            |
| 1.       | Südkorea            | Kang Yun-mi           | 45,131   | 3      | 1:35,785   | 5      | –          | –      | 4:16,465       | 10             | 43            |
| 2.       | Volksrepublik China | Yang Yang (A)         | 45,125   | 5      | 1:33,884   | 5      | –          | –      | 4:19,638       | 6              | 35            |
| 2.       | Volksrepublik China | Cheng Xiaolei         | 45,101   | 3      | 1:34,759   | 1      | DNF        | 0      | 4:19,638       | 6              | 35            |
| 2.       | Volksrepublik China | Fu Tianyu             | 45,334   | 5      | 1:33,587   | 2      | –          | –      | 4:19,638       | 6              | 35            |
| 2.       | Volksrepublik China | Wang Meng             | 44,927   | 5      | 1:36,110   | 3      | –          | –      | 4:19,638       | 6              | 35            |
| 2.       | Volksrepublik China | Zhu Mi Lei            | –        | –      | –          | –      | DSQ        | 0      | 4:19,638       | 6              | 35            |
| 3.       | Kanada              | Anouk Leblanc-Boucher | 45,286   | 2      | 1:33,335   | 3      | –          | –      | 4:21,606       | 4              | 24            |
| 3.       | Kanada              | Amanda Overland       | 45,064   | 5      | 1:32,761   | 3      | 5:36,256   | 0      | 4:21,606       | 4              | 24            |
| 3.       | Kanada              | Alanna Kraus          | 45,708   | 1      | 1:51,002   | 1      | –          | –      | 4:21,606       | 4              | 24            |
| 3.       | Kanada              | Kalyna Roberge        | DSQ      | 0      | –          | –      | 5:18,095   | 2      | 4:21,606       | 4              | 24            |
| 3.       | Kanada              | Tania Vicent          | –        | –      | 1:34,197   | 3      | –          | –      | 4:21,606       | 4              | 24            |
| 4.       | Japan               | Chikage Tanaka        | 45,420   | 1      | 1:37,137   | 2      | –          | –      | 4:23,933       | 2              | 17            |
| 4.       | Japan               | Mika Ozawa            | 46,428   | 1      | 1:35,160   | 1      | 5:24,817   | 1      | 4:23,933       | 2              | 17            |
| 4.       | Japan               | Yuka Kamino           | 45,478   | 3      | 1:33,528   | 2      | 5:27,858   | 0      | 4:23,933       | 2              | 17            |
| 4.       | Japan               | Yūkō Kōya             | 45,653   | 2      | 1:34,311   | 2      | –          | –      | 4:23,933       | 2              | 17            |

### Männer
In der ersten Vorrundengruppe erreichte Kanada souverän das Finale. Italien und China zogen in die Hoffnungsrunde ein, Frankreich schied aus. In der zweiten Gruppe erreichte Südkorea ebenso souverän das Finale. Für die Hoffnungsrunde qualifizierten sich Japan und Großbritannien, während Russland ausschied. In der Hoffnungsrunde setzte sich China durch und erreichte das Finale. Japan schaffte mit knappem Vorsprung ebenso den Einzug, währenddessen Italien und Großbritannien den Finaleinzug verpassten.
| Rang     | Land                | Läufer                  | 500 m    | 500 m  | 1000 m     | 1000 m | 3000 m     | 3000 m | 5000-m-Staffel | 5000-m-Staffel | Punkte Gesamt |
|          |                     |                         | Zeit (s) | Punkte | Zeit (min) | Punkte | Zeit (min) | Punkte | Zeit (min)     | Punkte         | Punkte Gesamt |
| -------- | ------------------- | ----------------------- | -------- | ------ | ---------- | ------ | ---------- | ------ | -------------- | -------------- | ------------- |
| A-Finale |                     |                         |          |        |            |        |            |        |                |                |               |
| 1.       | Kanada              | Mathieu Turcotte        | 42,046   | 5      | 1:31,602   | 5      | 5:25,072   | 0      | 6:44,450       | 10             | 43            |
| 1.       | Kanada              | Éric Bédard             | 43,411   | 2      | –          | –      | –          | –      | 6:44,450       | 10             | 43            |
| 1.       | Kanada              | Charles Hamelin         | DSQ      | 0      | 1:28,690   | 5      | 5:24,506   | 3      | 6:44,450       | 10             | 43            |
| 1.       | Kanada              | François-Louis Tremblay | 43,300   | 3      | 1:31,920   | 5      | –          | –      | 6:44,450       | 10             | 43            |
| 1.       | Kanada              | Steve Robillard         | –        | –      | 1:29,335   | 5      | –          | –      | 6:44,450       | 10             | 43            |
| 2.       | Südkorea            | Lee Seung-hoon          | 43,228   | 1      | 1:32,062   | 2      | –          | –      | 6:44,669       | 6              | 36            |
| 2.       | Südkorea            | Seo Ho-jin              | 43,008   | 5      | 1:32,267   | 3      | –          | –      | 6:44,669       | 6              | 36            |
| 2.       | Südkorea            | Ahn Hyun-soo            | 42,617   | 5      | 1:28,838   | 3      | 5:24,494   | 5      | 6:44,669       | 6              | 36            |
| 2.       | Südkorea            | Lee Jae-kyung           | 43,291   | 5      |            |        | –          | –      | 6:44,669       | 6              | 36            |
| 2.       | Südkorea            | Song Kyung-taek         | –        | –      | DSQ        | 0      | 5:24,992   | 1      | 6:44,669       | 6              | 36            |
| 3.       | Volksrepublik China | Li Ye                   | 42,806   | 2      | 1:31,119   | 2      | –          | –      | 7:06,918       | 4              | 22            |
| 3.       | Volksrepublik China | Li Jiajun               | DSQ      | 0      | 1:31,854   | 3      | 5:37,418   | 0      | 7:06,918       | 4              | 22            |
| 3.       | Volksrepublik China | Sui Baoku               | 42,622   | 3      | 1:29,457   | 3      | 5:24,824   | 2      | 7:06,918       | 4              | 22            |
| 3.       | Volksrepublik China | Li Haonan               | 43,604   | 1      | –          | –      | –          | –      | 7:06,918       | 4              | 22            |
| 3.       | Volksrepublik China | Cui Liang               | –        | –      | 1:32,598   | 2      | –          | –      | 7:06,918       | 4              | 22            |
| 4.       | Japan               | Satoru Terao            | 42,177   | 3      | 1:29,632   | 2      | –          | –      | 7:08,205       | 2              | 17            |
| 4.       | Japan               | Takafumi Nishitani      | 43,299   | 3      | 1:31,422   | 1      | –          | –      | 7:08,205       | 2              | 17            |
| 4.       | Japan               | Takahiro Fujimoto       | 45,605   | 2      | –          | –      | 5:43,883   | 0      | 7:08,205       | 2              | 17            |
| 4.       | Japan               | Takehiro Kodera         | 43,571   | 2      | 1:33,374   | 1      | –          | –      | 7:08,205       | 2              | 17            |
| 4.       | Japan               | Hayato Sueyoshi         | –        | –      | 1:32,303   | 1      | 5:32,529   | 0      | 7:08,205       | 2              | 17            |